# Chase Josey
Chase Josey (Hailey, 31 de marzo de 1995) es un deportista estadounidense que compite en snowboard, especialista en la prueba de halfpipe.
Consiguió una medalla de bronce en los X Games de Invierno. Participó en dos Juegos Olímpicos de Invierno, ocupando el sexto lugar en Pyeongchang 2018 y el séptimo en Pekín 2022, en el halfpipe.

## Medallero internacional
| \| X Games de Invierno \| X Games de Invierno \| X Games de Invierno \| X Games de Invierno \| \| Año \| Lugar \| Medalla \| Prueba \| \| ------------------- \| ------------------- \| ------------------- \| ------------------- \| \| 2016 \| Oslo (Noruega) \| Medalla de bronce \| Superpipe \| |                |                   |           |
| X Games de Invierno |                |                   |           |
| Año | Lugar          | Medalla           | Prueba    |
| 2016 | Oslo (Noruega) | Medalla de bronce | Superpipe |